# Annie Sprinkle

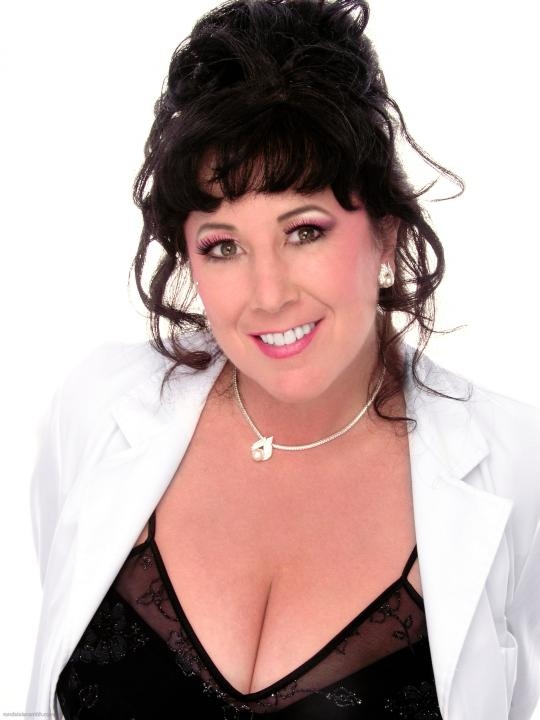
Annie Sprinkle (2005)

Annie Sprinkle (bürgerlich: Ellen F. Steinberg; * 23. Juli 1954 in Philadelphia, Pennsylvania), aufgewachsen in Los Angeles, ist eine US-amerikanisch-jüdische Performance-Künstlerin, Pornodarstellerin, Autorin, Regisseurin, Fernsehmoderatorin und Sexualtherapeutin im Bereich neotantrischer Körpertherapien in New York City.

## Leben

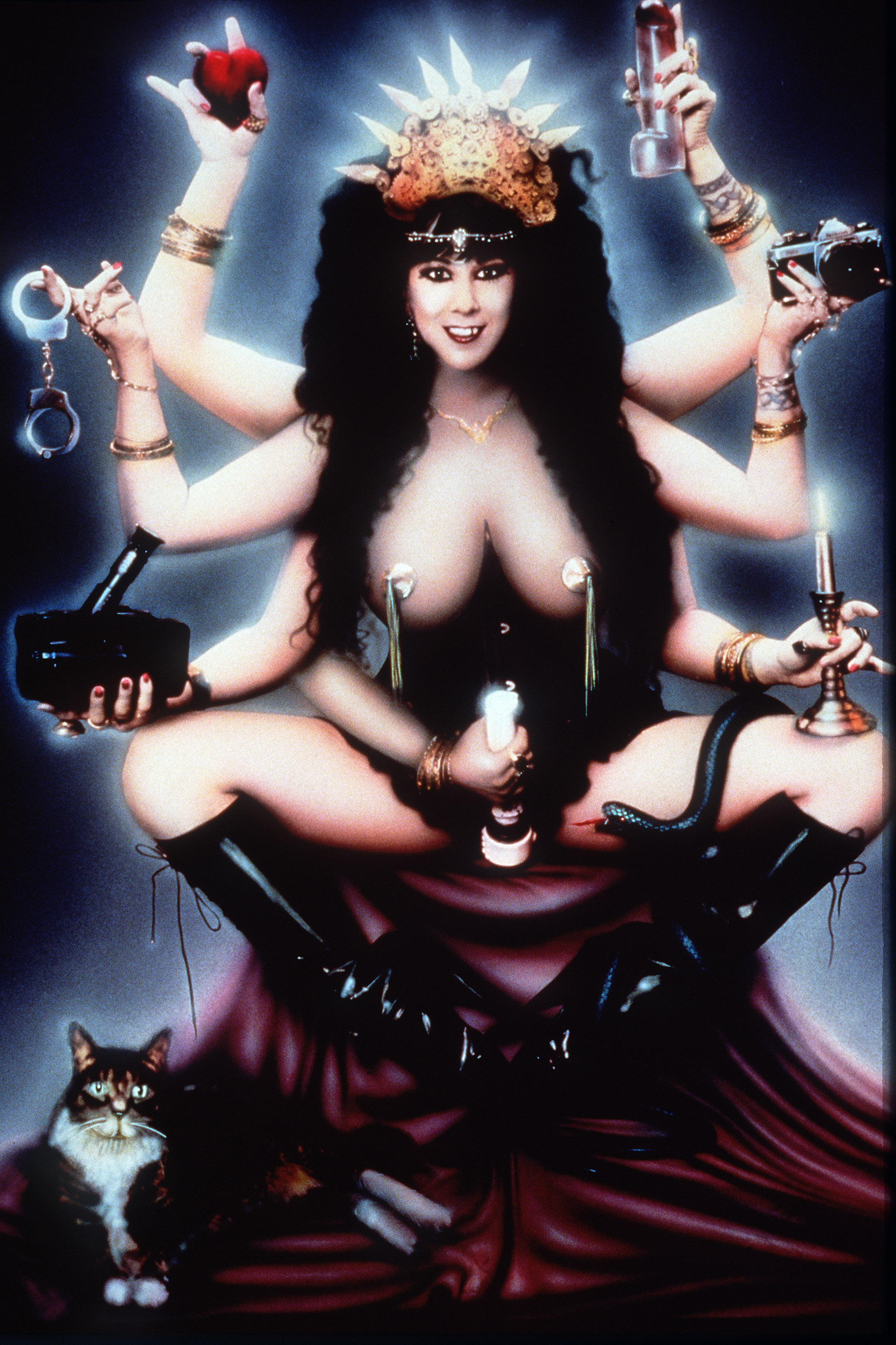
Annie Sprinkle: The Neo Sacred Prostitute

Annie Sprinkle wurde am 23. Juli 1954 als Ellen F. Steinberg in Philadelphia, Pennsylvania, als Tochter einer russisch-jüdischen Mutter und eines polnisch-jüdischen Vaters geboren. Als sie fünf Jahre alt war, zog ihre Familie nach Los Angeles, Kalifornien, und vom dreizehnten bis zum siebzehnten Lebensjahr lebte sie in Panama. Als Kind sei sie nicht besonders sexuell gewesen und habe ihre Jungfernschaft erst im Alter von 17 Jahren verloren. Mit 18 Jahren jobbte Sprinkle als Kartenverkäuferin für Deep Throat, einen Kultporno aus den 1970ern, der bei der Gelegenheit beschlagnahmt wurde. Sprinkle wurde vor Gericht geladen und traf dort den Regisseur Gerard Damiano. Mit ihm zog sie nach New York, wo sie die nächsten zwanzig Jahre lebte. 
Von 1973 bis 1993 arbeitete Annie Sprinkle als Prostituierte. 1975 erschien mit Teenage Deviate ihr erster Pornofilm. Seit 1975 war Sprinkle in mehr als 200 Sexfilmen zu sehen, 1981 landete sie einen großen Erfolg (Nummer 2 der Pornocharts) mit dem Mainstream-Porno Deep Inside Annie Sprinkle, bei dem sie selbst zusammen mit dem Sexploitation-Veteran Joseph W. Sarno Regie führte.
Gemeinsam mit dem Theologen und Sexualforscher Joseph Kramer in Oakland entwickelte sie eine Form spiritueller, erotischer Körperarbeit, die auf tantrisch-daoistischen Grundlagen beruht und in erster Linie Atem- und Massagearbeit zum Schwerpunkt hat. Wichtiger Bestandteil dieser Massagearbeit war die sogenannte Yoni-Massage, d. h. die Massage des weiblichen Genitals.
1992 arbeitete sie mit Pauline Oliveros zusammen, einer der großen Komponistinnen des San Francisco Tape Music Centers. Oliveros komponierte für den 1992 erschienenen Film The Sluts and Goddesses Video Workshop – Or How To Be A Sex Goddess in 101 Easy Steps den Soundtrack, der heutzutage zu ihren wichtigsten Werken zählt. Der Film basierte auf den Erfahrungen aus einem Workshop, den Annie Sprinkle zuvor angeboten hatte. Weitere Zusammenarbeiten gab es mit Willem De Riddler und dem Hafler Trio.
In drei Produktionen arbeitete sie mit dem Experimentalfilmer Nick Zedd zusammen, außerdem spielte sie in Monika Treuts My Father is Coming mit Alfred Edel.
Ihre Produktionen spielen auf Film Festivals, in Museen und Galerien – im öffentlichen Raum. In den USA ist sie in vielen Fernsehproduktionen aktiv. Zurzeit hält sie Vorträge unter dem Titel My Life and Work as a Feminist Porn Activist, Radical Sex Educator, and Ecosexual an Colleges und Universitäten in den USA und in Europa.
Seit 1996 tourt Annie Sprinkle weltweit mit ihren Shows:
- Post Porn Modernist
- Annie Sprinkle's Herstory of Porn
- Hardcore from the Heart
- Exposed; Experiments in Love, Sex, Death and Art
- Public Cervix Announcement
- The Legend of the Ancient Sacred Prostitute

2017 war sie auf der documenta 14.

## Wirkung und Rezeption
Sprinkle ist eine der bekanntesten Vertreterinnen des Sex-positive Feminism. Sie ist eine Ikone der sexuellen Aufklärung in den USA. Ihr Themenschwerpunkt ist die Demystifizierung des (weiblichen) Körpers. Annie Sprinkle ist der erste amerikanische Pornostar, der erfolgreich eine Dissertation hinterlegt hat, nämlich über die Situation von Sexarbeiterinnen und Sexarbeitern im Fachbereich Human Sexuality am Institute for Advanced Study of Human Sexuality in San Francisco, 1992. Sie verfügt auch über einen Bachelor of Fine Arts in Fotografie. Sie ist seit 2007 mit Elizabeth Stephens verheiratet. 

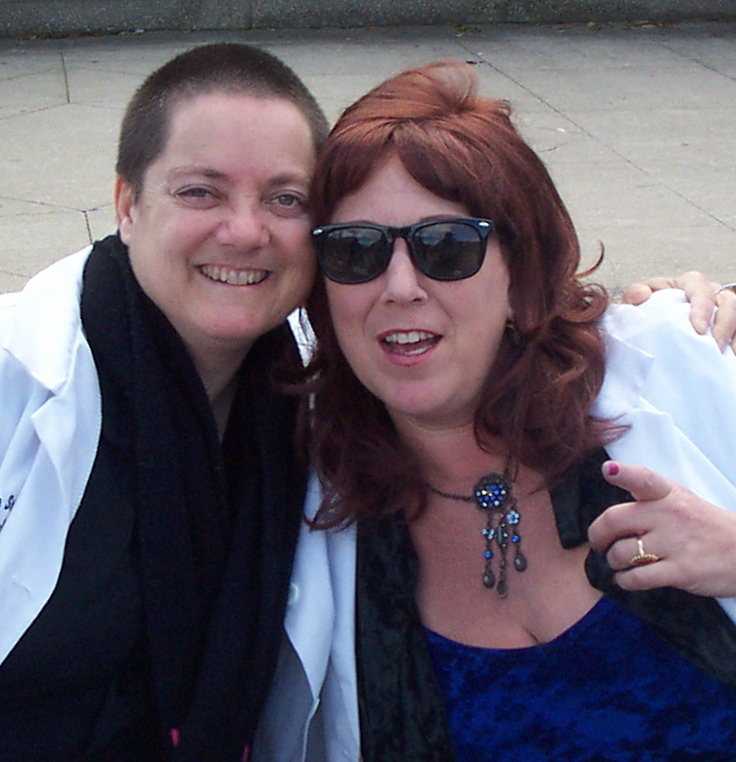
Sprinkle (r.) mit Elizabeth Stephens, 2006

Sprinkle bezeichnet ihren sexuellen Status als ökosexuell. Ihr öffentliches Image lautet: „prostitute and porn star turned sex educator and artist“. In ihrer Arbeit vereinen sich politische, spirituelle und künstlerische Ambitionen. 
Seit 2005 zelebriert sie mit ihrer Frau das Love Art Laboratory, nach einer hinduistischen Sitte heiratet das Paar jährlich unter einem zumeist spirituell geprägten Thema. Der „Chakrafarbe“ für das Heiratsthema „Sicherheit“ entsprechend haben sie in Rot gekleidet am 18. Dezember 2004 (für das Jahr 2005) in einem Kunstraum in Manhattan zum ersten Mal geheiratet. 2006 wurde die Zeremonie in Orange abgehalten und stand unter dem Thema Sexualität. Farben und Themen der Jahre 2007 und 2008 waren Gelb für Mut und Grün für die Liebe, 2009 wurde Kommunikation mit Blau symbolisiert.
Nach eigener Aussage hat Annie Sprinkle über 7000 unterschiedliche Arten von Sex erlebt.

## Diskografie
- Annie Sprinkle – A Day In The Brothel (Cass C60 + Box). Die Kassette erschien auf dem Fluxus-Label Radio Art Foundation von Willem De Ridder.

## Ausstellungen
- 2017 documenta 14[7]